# Homochira
Homochira är ett släkte av fjärilar. Homochira ingår i familjen tofsspinnare.
Kladogram enligt Catalogue of Life:
| Homochira | \| \| Homochira crenulata \| \| \| \| \| \| Homochira gephyra \| \| \| \| \| \| Homochira mintha \| \| \| \| \| \| Homochira poecilosticta \| \| \| \| \| \| Homochira rendalli \| \| \| \| |
|           | \| \| Homochira crenulata \| \| \| \| \| \| Homochira gephyra \| \| \| \| \| \| Homochira mintha \| \| \| \| \| \| Homochira poecilosticta \| \| \| \| \| \| Homochira rendalli \| \| \| \| |
|           | Homochira crenulata |
|           | |
|           | Homochira gephyra |
|           | |
|           | Homochira mintha |
|           | |
|           | Homochira poecilosticta |
|           | |
|           | Homochira rendalli |
|           | |